# Loc-Brévalaire
Loc-Brévalaire település Franciaországban, Finistère megyében. Lakosainak száma 210 fő (2022. január 1.). Loc-Brévalaire Plabennec, Le Drennec, Kernilis, Lanarvily és Plouvien községekkel határos.

## Népesség
A település népességének változása:
| Lakosok száma | 150  | 140  | 218  | 216  | 198  | 194  | 202  | 207  | 208  | 210  |
|               | 1968 | 1982 | 1990 | 2006 | 2013 | 2015 | 2017 | 2019 | 2020 | 2022 |